# Boyagin Rock
Boyagin Rock är en klippa i Australien. Den ligger i delstaten Western Australia, omkring 110 kilometer sydost om delstatshuvudstaden Perth.
Trakten runt Boyagin Rock är nära nog obefolkad, med mindre än två invånare per kvadratkilometer.. Närmaste större samhälle är Brookton, omkring 16 kilometer nordost om Boyagin Rock.
Trakten runt Boyagin Rock består till största delen av jordbruksmark. Genomsnittlig årsnederbörd är 757 millimeter. Den regnigaste månaden är september, med i genomsnitt 139 mm nederbörd, och den torraste är februari, med 9 mm nederbörd.